# 스카트 (카드 게임)

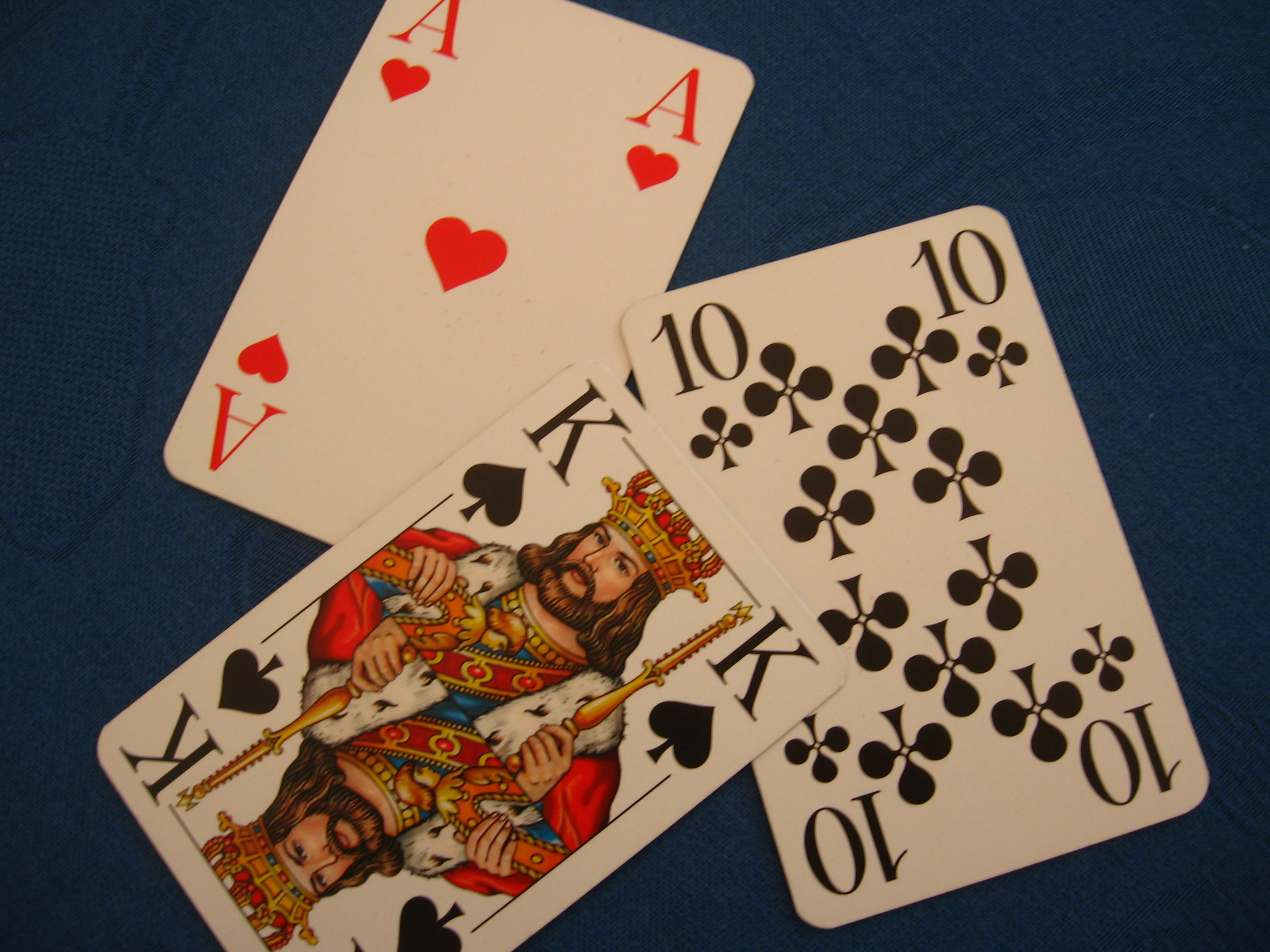

스카트(Skat)는 독일의 트릭 테이킹 카드 게임으로, 32장의 카드를 사용하여 3명이서 한다.